# Ted Hoogenboom
Theodorus (Ted) Cornelis Maria Hoogenboom (ur. 27 sierpnia 1960 w Oudewater) – holenderski duchowny rzymskokatolicki, biskup pomocniczy Utrechtu od 2010.

## Życiorys
Święcenia kapłańskie otrzymał 25 września 1999 z rąk kardynała Adrianusa Simonisa. Inkardynowany do archidiecezji utrechckiej, po święceniach odbył studia w Rzymie, zaś po powrocie do kraju został wicerektorem utrechckiego seminarium. W 2008 mianowany wikariuszem generalnym archidiecezji.
7 grudnia 2009 papież Benedykt XVI mianował go biskupem pomocniczym archidiecezji utrechckiej, ze stolicą tytularną Bistue. Sakry biskupiej udzielił mu  abp Willem Jacobus Eijk.